# Plasne
Plasne és un municipi francès situat al departament del Jura i a la regió de Borgonya - Franc Comtat. L'any 2007 tenia 254 habitants.

## Demografia

### Població
El 2007 la població de fet de Plasne era de 254 persones. Hi havia 104 famílies de les quals 24 eren unipersonals (12 homes vivint sols i 12 dones vivint soles), 40 parelles sense fills i 40 parelles amb fills.
La població ha evolucionat segons el següent gràfic:
Habitants censats

### Habitatges
El 2007 hi havia 130 habitatges, 104 eren l'habitatge principal de la família, 16 eren segones residències i 10 estaven desocupats. 114 eren cases i 14 eren apartaments. Dels 104 habitatges principals, 90 estaven ocupats pels seus propietaris, 13 estaven llogats i ocupats pels llogaters i 1 estava cedit a títol gratuït; 1 tenia una cambra, 3 en tenien dues, 15 en tenien tres, 24 en tenien quatre i 61 en tenien cinc o més. 92 habitatges disposaven pel capbaix d'una plaça de pàrquing. A 50 habitatges hi havia un automòbil i a 49 n'hi havia dos o més.

### Piràmide de població
La piràmide de població per edats i sexe el 2009 era:
| Homes | Edats   | Dones |
| ----- | ------- | ----- |
| 0     | 95 o +  | 0     |
| 0     | 90 a 94 | 0     |
| 0     | 85 a 89 | 4     |
| 0     | 80 a 84 | 0     |
| 4     | 75 a 79 | 4     |
| 4     | 70 a 74 | 4     |
| 8     | 65 a 69 | 8     |
| 16    | 60 a 64 | 8     |
| 4     | 55 a 59 | 8     |
| 8     | 50 a 54 | 4     |
| 12    | 45 a 49 | 8     |
| 8     | 40 a 44 | 12    |
| 12    | 35 a 39 | 12    |
| 4     | 30 a 34 | 0     |
| 12    | 25 a 29 | 20    |
| 8     | 20 a 24 | 8     |
| 20    | 15 a 19 | 0     |
| 12    | 10 a 14 | 8     |
| 8     | 5 a 9   | 12    |
| 12    | 0 a 4   | 12    |

## Economia
El 2007 la població en edat de treballar era de 139 persones, 113 eren actives i 26 eren inactives. De les 113 persones actives 107 estaven ocupades (60 homes i 47 dones) i 6 estaven aturades (3 homes i 3 dones). De les 26 persones inactives 8 estaven jubilades, 13 estaven estudiant i 5 estaven classificades com a «altres inactius».

### Ingressos
El 2009 a Plasne hi havia 103 unitats fiscals que integraven 268,5 persones, la mediana anual d'ingressos fiscals per persona era de 15.234 €.

### Activitats econòmiques
Dels 5 establiments que hi havia el 2007, 1 era d'una empresa extractiva, 1 d'una empresa alimentària, 1 d'una empresa de construcció, 1 d'una empresa de comerç i reparació d'automòbils i 1 d'una empresa d'hostatgeria i restauració.
L'únic servei als particulars que hi havia el 2009 era una lampisteria.
L'únic establiment comercial que hi havia el 2009 era una botiga de menys de 120 m².
L'any 2000 a Plasne hi havia 14 explotacions agrícoles.

## Poblacions més properes
El següent diagrama mostra les poblacions més properes.